# Château de l'Hermite
Pour les articles homonymes, voir Hermite.
Le château de l'Hermite est situé en Wallonie dans le hameau de L'Hermite (Belgique), à Braine-l'Alleud en Belgique.

## Histoire
Georges Snoy qui construisit le château de l'Hermite quitta Clabecq pour s’y installer. Les armes sculptées sur l’édifice que l'on peut encore y voir sur la façade principale sont les siennes, elles se lisent comme suit : d'argent à trois quintefeuilles de sable, boutonnées et barbées d'or. Celle de son épouse qui lui font face, Alix, comtesse du Chastel de la Howarderie, sont de gueules, au lion d'or, armé, lampassé et couronné d'azur.
Georges et Alix qui tenaient sans doute à rester proches de leurs parents et cousins achetèrent un domaine de 180 hectares à Arthur Gauchez. Leur fils Raymond (1885-1960) reprit le domaine suivi à son tour par son fils Georges, marié à la comtesse Myriam de Briey. En 1987 le domaine limité à cent hectares a été cédé par leurs héritiers à l’« Immobilière de l’Hermite ».

## Hermite ou Ermite
En français, on ne trouve plus de H devant le mot ermite et pourtant cette lettre refait toujours surface au moment de l'épeler (la variante hermite était d'ailleurs également reconnue, dans la première moitié du XIXe siècle, par l'Académie française).
voir aussi : Petite Histoire de la Paroisse du Sacré-Cœur (l'Ermite)